# Eike Duckwitz
Eike Duckwitz (* 29. Mai 1980 in Hamburg) ist ein ehemaliger deutscher Hockeyspieler, der 2006 Weltmeister wurde.

## Werdegang
Eike Duckwitz begann seine Karriere beim THC Neumünster. Er wechselte später zum 1. Kieler HTC und von dort zum Uhlenhorster HC nach Hamburg, mit dem er 2002 Deutscher Hallenhockeymeister wurde. 2004 belegte der Verein den zweiten Platz bei der deutschen Feldhockeymeisterschaft.
Der defensive Mittelfeldspieler debütierte 1999 in der deutschen Hockeynationalmannschaft, mit der er 1999 Europameister wurde. Während Duckwitz für die Olympischen Spiele 2000 und die Weltmeisterschaft 2002 nicht berücksichtigt wurde, gehörte er 2001 zum siegreichen deutschen Team bei der FIH Champions Trophy und belegte 2002 den zweiten Platz bei der Champions Trophy. Nach einer starken Vereinssaison 2004 kehrte er für die Olympischen Spiele 2004 in die Nationalmannschaft zurück und gewann in Athen mit der deutschen Mannschaft die Bronzemedaille. Seinen größten sportlichen Erfolg feierte Duckwitz bei der Weltmeisterschaft 2006 in Mönchengladbach, als er mit der deutschen Mannschaft den Titel gewann. Insgesamt spielte Eike Duckwitz von 1999 bis 2007 in 156 Länderspielen für die deutsche Nationalmannschaft. Für seine sportlichen Erfolge wurde er mit dem Silbernen Lorbeerblatt ausgezeichnet.